# الخريبة (بانياس)
الخريبة قرية تتبع ناحية مركز بانياس في منطقة بانياس التابعة لمحافظة طرطوس.